# François Barat (football)
Pour les articles homonymes, voir Barat.
François Marie Barat, né le 10 février 1889 à Saint-Brisson,, est un joueur de football international français.

## Biographie
Menuisier, alors qu'il évolue comme footballeur à l'AS Bon Conseil, il compte deux sélections en équipe de France A, en mai 1909, pour deux rencontres amicales contre l'Angleterre amateur et la Belgique, comme milieu de terrain.
Ce sont les premiers matchs organisés par le Comité français interfédéral (CFI), dont la FIFA a reconnu l'affiliation comme représentant français à la place de l'USFSA, démissionnaire. Les joueurs appartiennent à des clubs affiliés à la Fédération des patronages (FGSPF) et les joueurs de l'USFSA sont exclus de cette sélection.
Sergent du 168e régiment d'infanterie, il est grièvement blessé lors des combats du Bois-le-Prêtre en juin 1915.